# Forza Horizon
『Forza Horizon』（フォルツァ ホライゾン）はマイクロソフトから2012年10月23日から発売されたXbox 360用レーシングシミュレータゲーム。Xbox 360で発売されたForza Motorsportシリーズのスピンオフ作品。

## 概要
Forza Motorsportシリーズのスピンオフ作品である今作は、アメリカ合衆国コロラド州を舞台に、オープンロード型のシステムを採用している。また、シリーズで初めて公道をレースの舞台としており、レースに参加しない一般車（アザーカー）も走るため、CEROによるレーティングが「B（12才以上対象）」に引き上げられている。更に本来アザーカーが登場するレースゲームには許可を出さないホンダが本作品以降のシリーズに収録されている。
今作は「Forza Horizon フェスティバル」というイベントに参加して数々のレースをこなすというストーリーに仕立られており、プレイヤーをサポートしてくれる人達が登場する。プレイヤーキャラクターは固定されており、プレイヤーは男性の主人公を操作することとなる。
なお、説明書は添付されていない。また、360時代にリリースされたタイトルの中で唯一、Xbox One X Enhancedに対応している。

## アシスト
- 『Forza 3』と『Forza 4』に引き続いて、難易度の設定、推奨ラインの表示、カーブの手前で自動的にブレーキがかかりカーブを曲がれるレベルまで減速する、「オートブレーキ」やレース中にトラブルが起きても、巻き戻しが可能な、「リワインド」機能が採用されている[7]。
- 今作では新たに、並走車の速度の加減の設定が可能になった。

## ゲームシステム
- レースに出場するのには色分けされたリストバンドが必要である。
- ストリート・レースに参加することができる。
- 自動車同士以外にも、飛行機、ヘリコプター、気球とのレース・イベントがある。
- 各地にあるアウト・ポストでは、車の乗り換えが可能である。PRスタント3つをクリアすれば、無料で、ファスト・トラベルができる。また、1つクリアで25%、2つで50%のディスカウントがされる[8]。
- PRスタント以外の終了したイベントには何回でも参戦することができる。

## レースの種類
- フェスティバル・レース

8台の車とのレース。優勝するとレベルアップがされより上位のレースに参戦することができる。
- ライバル・レース

2人でのレース。勝つと相手の車をもらえる。
- ショーケース

用意された車で、飛行機、ヘリコプター、気球とレースをするイベント。勝つとイベントに使用した車と賞金をもらうことができる。
- ストリート・レース

高額の賞金がもらえる非合法のレース。ストーリーが進むごとに増えていく。

## 登場人物

### 主人公側
- 主人公

白人男性。名前は付けられていない。最初はビギナーのレーサーとして、ホライゾン・イベントに参戦して、チャンピオン・シップを目指すことになる。
- アリス・ハート

主人公に無線でサポートをしてくれる女性。
- ダク・スチュワート

主人公を支えてくれるメカニック。初老の男性。

### ライバルレーサー
- ラモーナ・クラバッシュ

リストバンド無しの時に登場する女性レーサー。愛車はフォード・F150・ラプター。ストーリー序盤で彼女とのライバル・レースに勝てば貰える。
- アリ・ハワード

イエローリストバンドの時に登場する男性レーサー。ストリート・レースを取り仕切っている。愛車はホンダ・シビックタイプR（EP3）など、主人公とのライバル・レースではダッジ・チャレンジャーSRT-8に搭乗し、勝てば貰える。
- デューク・マグワイヤ

ブルーリストバンドの時に登場する男性レーサー。スタント番組『クラッシュ・マックス』の人気スター。勝つためには手段を選ばない走りをすることもある。愛車はランチア・ストラトスなど、主人公とのライバル・レースではランボルギーニ・ディアブロSVに搭乗し、勝てば貰える。
- マルコ・バラン

ピンクリストバンドの時に登場するウクライナ出身の男性レーサー。最新性の車やパーツを使用するポリシーを持っている。愛車はランドローバー・レンジローバーなど、主人公とのライバル・レースでは日産・GT-Rに搭乗し、勝てば貰える。
日本語版の吹き替えでは茨城弁で喋る。
- ザキ・マリック

オレンジリストバンドの時に登場する欧州の豪族出身の男性レーサー。愛車はフェラーリ・250GTOなど、主人公とのライバル・レースではレクサス・LFAに搭乗し、勝てば貰える。
- ヘイリー・ハーパー

パープルリストバンドの時に登場する女性レーサー。正確かつ合理的な走りを重視する。愛車は日産・370Zなど、主人公とのライバル・レースではサリーン・S7に搭乗し、勝てば貰える。
- ダリウス・フリント

ゴールドリストバンドの時に登場する男性レーサー。ホライゾン・フェスティバルでは毎年3回連続チャンピオンとなっている。愛車はフェラーリ・599XX。チャンピオン・シップ後の彼とのライバル・レースに勝てば貰える。

## DLC
- 2012年11月から2013年4月まで毎月カーパックの配信がされた。
- シーズンパスを購入すれば、割引になる[9]。
- 2016年10月20日を以って、全てのDLCの販売を終了した。

### 2012年11月
- Bondurantカーパック[10]

### 2012年12月
- IGNカーパック[11]

### 2012年12月18日
- Rally 拡張パック（2,057円）

ラリーコースでのタイム・アタック競技とラリーカーの5台が追加されたパック。シーズンパスを購入していれば無料でダウンロードができる。

### 2013年1月15日
- ホンダ・カーパック（無料）

1986年式のホンダ・シビック・Si、2013年式のSiクーペ、2012年式のHPD フィットが追加されているパック。

### 2013年1月
- Recaro カーパック

### 2013年2月
- Jalophik カーパック

### 2013年3月
- Megwiars カーパック

### 2013年4月
- Top Gear カーパック

### 2013年4月16日
- 1000 Club Expansion Pack（無料）

スタント、ドリフト、ジャンプ、スピードゾーン、スマッシュなどのスキルを試す新たなチャレンジが追加されたパック。

## ユニコーンカー
- 1969 Ferrari Dino 246 GT
- 2009 Ford Fiesta Zetec S
- 1991 Honda CR-X SiR
- 1972 Lotus Elan Sprint
- 2010 Mazda MX-5 Superlight
- 2012 Mini John Cooper Works Coupé
- 2010 Saleen S5S Raptor

## 収録メーカー
| - アバルト - アルファロメオ - アスカリ・カーズ - アストンマーティン - アウディ - ベントレー - BMW - ブガッティ - キャデラック - シボレー - シトロエン - ダッジ - イーグル - フェラーリ - フォード - グンペルト・アポロ - ヘネシーパフォーマンス - ホンダ - 現代自動車 - インフィニティ - ジャガー - ジープ - ケーニグセグ - ランボルギーニ - ランチア - ランドローバー - レクサス - ロータス | - マセラティ - マツダ - マクラーレン - メルセデス・ベンツ - ミニ - 三菱 - 日産 - ノーブル・オートモーティブ - パガーニ - プジョー - プリムス - ポンティアック - スバル - シェルビー・アメリカン - サリーン - メルセデスAMG - キャデラック - RUF - ボルボ - サーブ - トヨタ自動車 - TVR - フォルクスワーゲン - Wiesmann |

## 登場する自動車以外の乗り物
- P-51 (航空機)

ストーリー序盤で、フォード・マスタングとショーケース・イベントでレースをすることになる。体験版でもプレイができる。
- 気球、ヘリコプター

ショーケース・イベントで登場する。

## ラジオ局
- 車内では、3つのラジオを聴くことができる[15]。

### Horizon Bass Arena
ダンスミュージック
- Levels (Skrillex Mix)：Avicii
- Reckless (With Your Love)：Azari & III
- Cinema (Skrillex Remix)：Benny Benassi
- Blind Faith (feat. Liam Bailey)：Chase & Status
- Hot Mess (feat Elly Jackson) (Duck Sauce Mix)：クローメオ
- Encore：Digitalism
- The Power (feat. Dizzee Rascal)：DJ Fresh
- Silicone Lube：Feed Me
- Lies (Alex Metric Remix)：Fenech-Soler
- Icarus：Madeon
- Show Me A Sign：Modestep
- Lick The Rainbow：Mord Fustang
- Remanence (Junior Remix)：Mr Magnetik
- Me & You：Nero
- Reaching Out (Fred Falke Remix)：Nero
- Blue Monday：New Order
- Language：Porter Robinson
- Everyday (Netsky VIP Remix)：Rusko
- Somebody to Love (Sigma Remix)：Rusko
- The Hope：Scuba
- Bass 4：The Hacker
- Illmerica (Extended Version)：Wolfgang Gartner

### Horizon Pulse
インディーズステーション
DJ : ホリー
- Need You Now：Cut Copy
- Awake：Electric Guest
- Walking on a Dream：Empire of the Sun
- Iron Deer Dream (Chad Valley Remix)：Fixers
- Don't Stop (Color on the Walls)：Foster The People
- Hawaiian Air：Friendly Fires
- Hurting：Friendly Fires
- No Love：Hooray for Earth
- Over & Over：Hot Chip
- Black, White and Blue：Ladyhawke
- Let Me Go：Maverick Sabre
- Paddling Out：Miike Snow
- Life is Life (Yuksek Remix)：Noah and the Whale
- Take A Walk：Passion Pit
- 1901：Phoenix
- Bom Bom：Sam and the Womp
- Disparate Youth：Santigold
- Spirit of the Night：Tesla Boy
- Pelican：The Maccabees
- Punching in a Dream：The Naked & Famous
- Aroused：Tom Vek
- Something Good Can Work (The Twelves Remix)：Two Door Cinema Club
- Yeah Yeah：Willy Moon

### Horizon Rocks
ギター系音楽
- R U Mine：Arctic Monkeys
- Lonely Boy：Black Keys
- The Infected：Four Year Strong
- Back of your Neck：Howler
- Give It Up：LCD Soundsystem
- Bring Em Down：Lostprophets
- We Bring An Arsenal：Lostprophets
- Teenager：Mona
- Animal：Neon Trees
- Wildfire, Smoke & Doom：Pulled Apart By Horses
- Lazy Eye：Silversun Pickups
- Surrender：The Duke Spirit
- Away from Here：The Enemy
- Had Enough：The Enemy
- Hate To Say I Told You：The Hives
- She Bangs The Drums：The Stone Roses
- Rock n Roll Queen：The Subways
- Motoring：TOY
- Bug：Wavves
- Farewell to the Fairground：White Lies
- Bite My Tongue (feat. Oli Sykes)：You Me At Six
- Get Away：Yuck

## オンライン
- 世界中のプレイヤーとレースができる。
- レースに参戦するとランク・ポイントが得られランク・アップするごとに現金か車かのどちらかをプレゼントされる。
- 道路上には一般車が走行していない。
- プレイヤー自身がホストになりレースのアレンジが可能。
- タイム・アタック式のライバルモードがプレイ可能。
- バイナルや撮影した写真を公開又は他のプレイヤーが投稿した作品の閲覧と評価をつけたり無料若しくはゲーム内クレジットでダウンロードができる。

## 体験版
2012年10月10日にデモ版の配信が開始された。2018年11月現在、販売終了済み。
- 3つのレースがプレイできる。
- 乗れる車は3台。
- ドライブできる範囲が限られている。

## リミテッド・コレクターズ・エディション
通常版の他に数量限定版も同時に発売された。
内容は、
- ローンチデーカーパック
- HORIZONアクセラレータトークンパック
- VIPメンバーシップ&カーパック
- カーパックライブラリが含まれている[17]。

## 続編
- 2014年10月に『Forza Horizon 2』が発売された。舞台が南ヨーロッパのフランスのニースとイタリアに移された。対応機種は、Xbox 360とXbox One。
- 2016年9月29日に『Forza Horizon 3』が発売された。舞台はオーストラリア。対応機種はXbox OneとWindows 10 PC。